# Eroakirkosta.fi
Eroakirkosta.fi ist eine finnische Website, die einen elektronischen Service für den Austritt aus Finnlands Staatskirchen anbietet; der Evangelisch-Lutherischen Kirche Finnlands und der Finnisch-Orthodoxen Kirche. „Eroa kirkosta“ bedeutet übersetzt „aus der Kirche austreten“.
Die Website wurde von den Tampereen Vapaa-Ajattelijat (Freidenkern Tampere), einer Organisation, die eine formale Trennung von Kirche und Staat unterstützt, erstellt und am 21. November 2003 eröffnet. Das finnische Gesetz über die Religionsfreiheit wurde am 1. August 2003 aktualisiert und erlaubt seitdem den Austritt aus Religionsgemeinschaften ohne den Besuch eines Büros. Da eroakirkosta.fi nicht von einer Behörde selbst betrieben wird, erfolgt ein Kirchenaustritt nicht unmittelbar durch Eingang bei der Website. Vielmehr leitet die Website die ausgefüllten Austrittsformulare an die zuständige Behörde weiter, wodurch der Austritt wirksam wird. Austritte per E-Mail sind erlaubt, weil nach finnischem Recht Austritte in Textform, aber nicht „unterschrieben“ erfolgen müssen. Eroakirkosta.fi bietet dem Nutzer auch die Möglichkeit, das Austrittsformular auszudrucken und per Post zu versenden.
Eroakirkosta.fi wurde sehr schnell populär. Innerhalb von zehn Wochen hatten über 1.400 Menschen über die Website ihren Kirchenaustritt erklärt. Im Jahr 2004 wurden fast 39 % aller Austritte im Land über eroakirkosta.fi vorgenommen. Im Jahr 2005 stieg der Anteil auf 68,9 %. Im Jahr 2006 traten fast vier von fünf Menschen über die Website aus. Auch die Gesamtzahl der Kirchenaustritte in Finnland ist gestiegen. Die Zahl der Austritte aus den Landeskirchen hat sich innerhalb von sechs Jahren (2000–2006) verdreifacht, und die Austrittszahlen von 2005 und 2006 brechen beide den alten Rekord von 30.710 aus dem Jahr 1992. 2008 traten 47.300 Mitglieder über den Dienst aus der Kirche aus, das sind 91 % aller Austritte (52.200). 2011 wurden 46.502 Austritte und 2012 41.261 Austritte über die Website Eroakirkosta.fi registriert.

## Öffentliche Aufmerksamkeit
Öffentliche Aufmerksamkeit erhielt der Webdienst im Oktober 2010, nachdem nach einer Podiumsdiskussion über Homosexuellenrechte im Fernsehen am 12. Oktober Tausende von Menschen aus der Evangelisch-Lutherischen Kirche ausgetreten waren, indem sie diesen Dienst nutzten.

## Austrittsstatistik
Von der Freischaltung bis Ende 2017 sind mehr als 700.000 Finnen aus einer Gesamtbevölkerung von 5,5 Millionen über die Eroa-Kirkosta-Website ausgetreten. Bis Ende 2021 waren es mehr als 800.000 Finnen. Die Anzahl der Austritte nach Jahren findet sich in der folgenden Tabelle.
| Jahr | Gesamtanzahl Austritte | Über eroakirkosta.fi | Prozent |
| ---- | ---------------------- | -------------------- | ------- |
| 2003 | 26.857                 | ~1.000               | ~3,7 %  |
| 2004 | 27.009                 | 10.459               | 38,7 %  |
| 2005 | 33.043                 | 22.770               | 68,9 %  |
| 2006 | 34.952                 | 27.672               | 79,2 %  |
| 2007 | 37.879                 | 32.418               | 85,6 %  |
| 2008 | 52.203                 | 47.333               | 90,7 %  |
| 2009 | 43.650                 | 39.200               | 89,8 %  |
| 2010 | 83.097                 | 79.200               | 95,3 %  |
| 2011 | 46.177                 | 45.000               | 97,5 %  |
| 2012 | 41.079                 | 40.200               | 97,9 %  |
| 2013 | 58.965                 | 54.300               | 92,1 %  |
| 2014 | 78.300                 | 79.393               |         |
| 2015 | 45.241                 | 45.029               | 99,5 %  |
| 2016 | 50.119                 | 48.927               | 97,6 %  |
| 2017 | 52.292                 | 50.535               |         |
| 2018 | 58.338                 | 56.897               |         |
| 2019 |                        | 51.837               |         |